# Thysanopyga picturata
Thysanopyga picturata là một loài bướm đêm trong họ Geometridae.